# André Domingues
André Domingues (Leiria, 14 december 2001) is een Portugees voormalig wielrenner.

## Carrière
Als junior nam Domingues deel aan de wegwedstrijd op het wereldkampioenschap in 2019. De race, die werd gewonnen door de Amerikaan Quinn Simmons, reed hij echter niet uit.
In 2021 werd Domingues, namens Efapel, derde in het nationale wegkampioenschap voor beloften. Vier seconden voor hij over de eindstreep kwam waren Pedro Andrade en Domingues' ploeggenoot Fábio Costa al respectievelijk eerste en tweede geworden. In 2022 werd Domingues prof bij Burgos-BH. Zijn debuut voor de Spaanse ploeg maakte hij op Mallorca, waar hij deelnam aan drie manches van de Challenge Mallorca. Vanwege gezondheidsproblemen bleef het echter bij die drie koersen. Na één seizoen bij Burgos-BH stopte hij met wielrennen.

## Ploegen
- 2020 –  Kelly Simoldes UDO
- 2021 –  Efapel
- 2022 –  Burgos-BH

Aparicio · Bol · Cabedo · Díaz (vanaf 3/6) · Domingues · Ezquerra · Fuentes · Langellotti · López-Cózar · Madrazo · Molenaar · Moreno · Muller · Navarro · Okamika · Orts · Pelegrí · Peñalver · Räim · Rubio · Sánchez · Fernández (stagiair) · Franco (stagiair) · Martin (stagiair)